# Нурумбал (Звениговський район)
Нурумба́л (рос. Нурумбал, марій. Нурумбал) — присілок у складі Звениговського району Марій Ел, Росія. Входить до складу Кужмарського сільського поселення.

## Населення
Населення — 165 осіб (2010; 217 у 2002).
Національний склад (станом на 2002 рік):
- марі — 97 %